# Murviel-lès-Montpellier
Murviel-lès-Montpellier là một xã thuộc tỉnh Hérault trong vùng Occitanie phía nam nước Pháp. Xã này nằm ở khu vực có độ cao trung bình 150 mét trên mực nước biển. Dân số thời điểm năm 1999 là 1602 người.

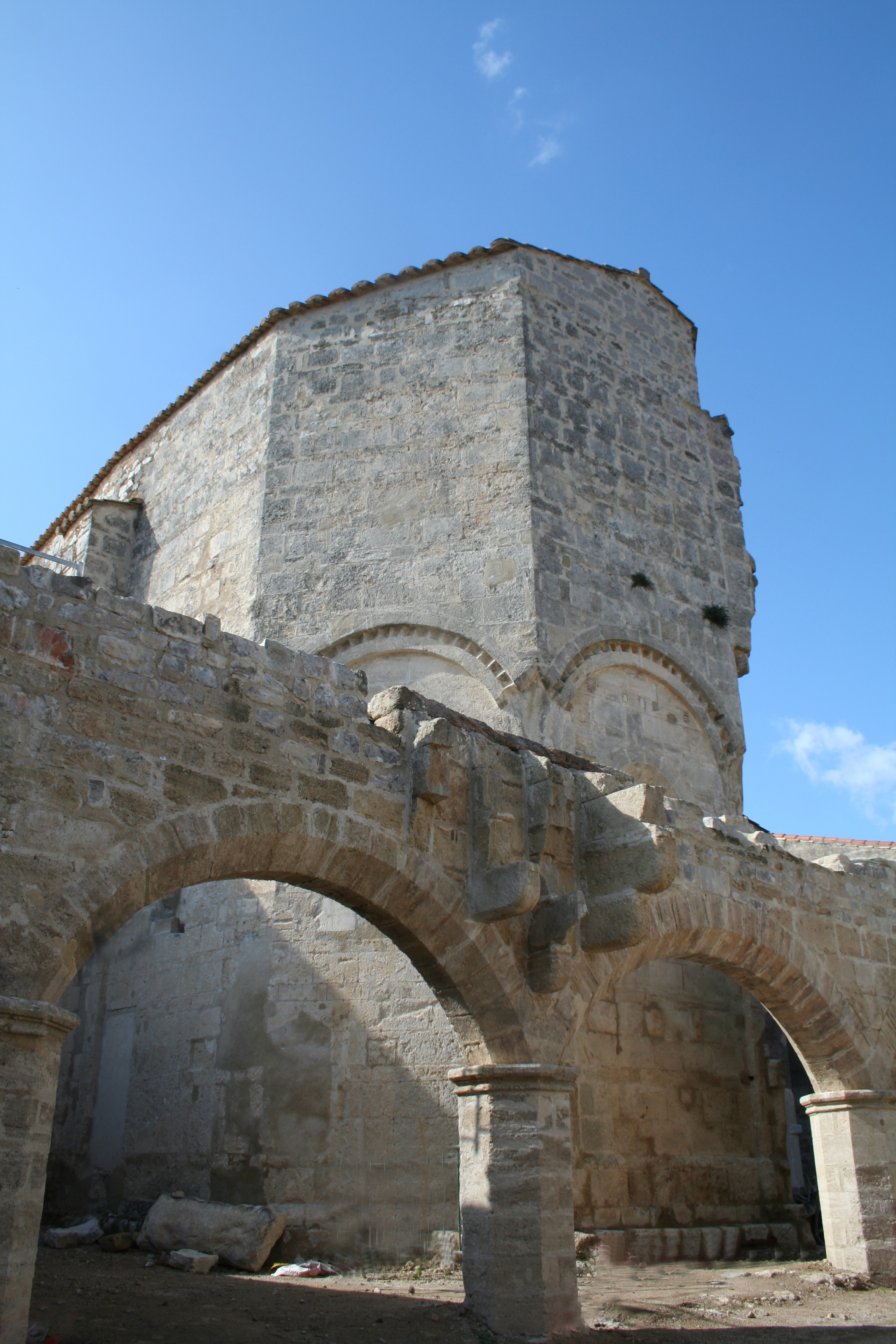
Romanesque polygonal apse of Saint-Jean-Baptiste church